# Auchenipterichthys thoracatus
Auchenipterichthys thoracatus är en fiskart som först beskrevs av Kner, 1858.  Auchenipterichthys thoracatus ingår i släktet Auchenipterichthys och familjen Auchenipteridae. Inga underarter finns listade.